# ويليام ديفيز
ويليام ديفيز (بالإنجليزية: William Edward Davies) (و. 1917 – 1990 م) هو جيولوجي، ولد في كليفلاند، أوهايو، توفي عن عمر يناهز 73 عاماً.

## التعليم
تعلم في جامعة ولاية ميشيغان، ومعهد ماساتشوست للتكنولوجيا.

## مناصب وهيئات
أدار الماسح الجيولوجي الأمريكي.